# Генеральна округа Ростов
Генера́льна окру́га Росто́в (нім. Generalbezirk Rostow) — адміністративно-територіальна одиниця Третього райху, яку планувалося утворити у складі Райхскомісаріату Україна на території тогочасної Ростовської області Російської РФСР під час Німецько-радянської війни. Спочатку задумувалася як складова частина Райхскомісаріату Дон-Волга. 
На посаду генерального комісара у Ростові Розенберг запропонував Гітлеру призначити заступника гауляйтера Генріха Карла Зікмаєра.

## Адміністративно-територіальний поділ
У разі створення генеральна округа Ростов поділялася б на такі 15 ґебітів (округ):
- Ростовський міський ґебіт (нім. Kreisgebiet Rostow-Stadt)
- Таганрозький міський ґебіт (Kreisgebiet Taganrog-Stadt)
- Шахтинський міський ґебіт (Kreisgebiet Schachty-Stadt)
- Новочеркаський міський ґебіт (Kreisgebiet Nowotscherkask-Stadt)
- Таганрозький ґебіт (Kreisgebiet Taganrog)
- Ростовський ґебіт (Kreisgebiet Rostow)
- Шахтинський ґебіт (Kreisgebiet Schachty)
- Батайський ґебіт (Kreisgebiet Batajsk)
- Красносулінський ґебіт (Kreisgebiet Krassnyj-Ssulin) — осідок: м. Красний Сулін
- Тацинський ґебіт (Kreisgebiet Tazinskaja) — осідок: станиця Тацинська
- Морозовський ґебіт (Kreisgebiet Morosowskij)
- Каменський ґебіт (Kreisgebiet Kamensk) — осідок: м. Каменськ-Шахтинський
- Мілеровський ґебіт (Kreisgebiet Millerowo)
- Криворізький ґебіт (Kreisgebiet Kriworoshje) — осідок: слобода Криворіжжя
- Казанський ґебіт (Kreisgebiet Kasanskaja) — осідок: станиця Казанська